# Jesús Díez Martínez
Jesús Díez Martínez (Ventrosa de la Sierra, La Rioja; 30 de julio de 1928-Santiago, Chile, 6 de abril de 2009) fue un empresario de origen español radicado en Chile, fundador del Grupo Jedimar (acrónimo de su nombre) y dueño de Tur Bus y de una serie de empresas de transporte de pasajeros, carga, e inmobiliaria relacionada al mismo ámbito.

## Biografía
Nació en Ventrosa de la Sierra, La Rioja, España, en 1929, hijo de Rafael Díez y Teodora Martínez. A los tres meses de vida sus padres junto con él emigraron a Chile. Se establecieron en el pueblo de San Francisco de Mostazal, y estudió en el Instituto O'Higgins de Rancagua, pero por motivos económicos tuvo que abandonar ese colegio, dirigido por los Hermanos Maristas, a los 14 años.
Con sólo 19 años, el 4 de enero de 1948 inició su propia empresa de transporte, que recorría las comunas de Rancagua, Graneros y Mostazal, en la Región de O'Higgins, en una góndola Fargo de 1939, a la que posteriormente sumó dos buses, un Ford de 1940 y un Chevrolet de 1934. Ahí nacería la empresa que en 1965 adquirió el nombre de Tur Bus, la que se ha convertido en una de las compañías de transporte terrestre más importantes de Chile. En 1955 se casó con Hortensia González.
Dada su afición personal por los automóviles clásicos, en 1967 fue uno de los fundadores del Club de Automóviles Antiguos de Chile.
En 1990 Díez le entrega a sus hijos la administración de Tur Bus. En junio de 1997 adquirió la aerolínea Avant Airlines, de la que fue su presidente, la cual existió hasta marzo de 2001.
Falleció la noche del 6 de abril de 2009, a los 80 años de edad, tras una larga enfermedad, en Santiago de Chile.
El 30 de julio de 2010, la calle Dolores de la comuna de Estación Central, donde se ubican las oficinas de Tur Bus, fue renombrada como calle Jesús Díez Martínez, en homenaje al empresario. El 10 de octubre de ese mismo año y en la misma comuna, fue inaugurado el Museo Colección Jedimar, el cual alberga su colección personal de automóviles clásicos.

## Empresas Jedimar
Las empresas del grupo Jedimar más importantes son:
- Tur Bus: empresa de transporte terrestre (matriz) con cobertura desde Arica a Puerto Montt.
- Condor Bus: Empresa de transporte terrestre con cobertura desde Santiago hacia las regiones de Atacama, Coquimbo, Valparaíso y O'Higgins.
- Viggo: Empresa de transporte industrial y minera, con especial énfasis en la zona norte del país.
- Buses Bio Bio: Empresa de transporte terrestre regional con cobertura entre las Regiones de Ñuble, Bío-Bío, La Araucanía y Los Ríos.
- Buses Jac: Empresa de transporte terrestre con énfasis en el sur de Chile, operando desde la Región de La Araucanía hacia las regiones Metropolitana, de Ñuble, del Bío-Bío, de Los Ríos y de Los Lagos.
- Unicity: Empresa de transporte privado a personal de compañías. Depende administrativamente de Buses Viggo. Fue creada para competir con firmas similares como Yanguas, Landeros, Schuftan, Buses Núñez, entre otras.
- Contempora: Empresa de Servicios Financieros.
- Hoteles Ibis: Cadena de Hoteles operada en modo franquicia, ubicados en Santiago, Valparaíso y Antofagasta.
- Flotacentro Caren: Empresa de venta de repuestos automotrices.
- Product Trust, corredora de Productos.
- Starken: Servicios de encomiendas a nivel nacional, continuadora de la antigua "Tur Bus Cargo".
- Autoplanet: Cadena de tiendas de venta de repuestos y accesorios automotrices.
- Ando, Inmobiliaria y Servicios: Administradora de los Terminales de Buses, agencias, talleres y aparcaderos del Grupo Tur Bus.
- Grandleasing, Leasing Operativo.